# Iepenhaantje
Het iepenhaantje (Xanthogaleruca luteola) is een keversoort uit de familie bladkevers (Chrysomelidae). De wetenschappelijke naam van de soort werd in 1766 gepubliceerd door Müller.